# Logisk operator
Konnektiv omdirigerar hit, inom lingvistiken används detta uttryck särskilt om konjunktioner och subjunktioner.
En logisk operator är ett konnektiv inom satslogiken, vilket används för att sammanfoga två eller flera satser.
En sats som innehåller sådana operatorer sägs vara sammansatt. Av de enkla satserna "det regnar" och "jag är inomhus" kan man exempelvis skapa de sammansatta satserna "det regnar och jag är inomhus" samt "om det regnar, så är jag inomhus".
De olika operatorerna definieras med hjälp av sanningsvärdetabeller.

## Klassiska operatorer
Traditionellt använder man inom sats- och predikatlogik operatorerna
- Negation (¬), "icke", "NOT", en unär operator.
- Konjunktion (∧), "och", "AND".
- (Inklusiv) disjunktion (∨), "eller", "OR".
- Exklusiv disjunktion (X), "antingen-eller", "XOR".
- Materiell implikation (→), "om-så", "IF-THEN".
- Ekvivalens (↔), "om-och-endast-om", "omm", "IFF-THEN".

Inom kretslogik förekommer dessutom
- NOR, "varken-eller"
- NAND

## Primitiva operatorer
I den klassiska logiken är inte alla dessa operatorer primitiva, det vill säga nödvändiga för att bygga upp ett formellt logiskt system. Det är tillräckligt med ett mindre antal operatorer för att definiera de övriga. Med exempelvis endast konnektiven negation och konjunktion kan alla de övriga uttryckas.
| operator | kan definieras som      |
| A ∨ B    | ¬(¬A ∧ ¬B)              |
| A → B    | ¬(A ∧ ¬B)               |
| A ↔ B    | (¬(A ∧ ¬B) ∧ ¬(¬A ∧ B)) |

Henry M. Sheffer och Charles Peirce har till och med visat att det endast behövs en logisk operator för att definiera de klassiska operatorerna, nämligen  NAND eller NOR, vilket utnyttjas vid så kallad NAND-logik och NOR-logik (se logiska grindar). Med hjälp av samtliga de övriga operatorerna kan man göra satserna mer förståeliga och närmare vanligt språkbruk.
| operator | kan definieras som         | eller som                               |
| ¬A       | (A nand A)                 | A nor A                                 |
| A ∨ B    | (A nand A) nand (B nand B) | (A nor B) nor (A nor B)                 |
| A ∧ B    | (A nand B) nand (A nand B) | (A nor A) nor (B nor B)                 |
| A → B    | (A nand B) nand A          | ((A nor B) nor B) nor ((A nor B) nor B) |